# Лепешняк очеретяний
Лепешняк очеретяний, лепешняк тростиновий (Glyceria arundinacea) — вид рослин з родини злакових (Poaceae), поширений в Євразії від Угорщини до Далекого Сходу Росії. Формація лепешняку очеретяного занесена до Зеленої книги України.

## Опис
Багаторічна рослина заввишки 50–150 м. Листки 5–8(10) мм завширшки, з добре помітними поперечними жилками; язичок 4–5 мм завдовжки. Колоски близько 5 мм довжиною. Волоть 25–35 см завдовжки, розлога, відносно малоколоскова, з довгими ниткоподібними, здебільшого гладкими гілочками.

## Поширення
Поширений у Євразії від Угорщини до Далекого Сходу Росії.
В Україні вид зростає на берегах водойм і на заболочених лугах — У Лісостепу і Степу, зрідка, переважно в сх. ч., а в зах. ч. Правобережжя відомі 2 місця зростання в Хмельницькій обл. (Волочиський і Кам'янець-Подільський р-ни).

## Використання
Кормова, декоративна рослина.